# Rafael Zúñiga
Rafael José Zúñiga Euceda (Tegucigalpa, 13 maggio 1990) è un calciatore honduregno, portiere del Platense.

## Carriera

### Club
Ha sempre giocato nel campionato di casa.

### Nazionale
È stato convocato per la Gold Cup 2019